# Leichtsinnige Jugend
Leichtsinnige Jugend ist ein deutscher schwarzweißer Tonfilm von 1931 unter der Regie von Leo Mittler mit Camilla Horn, Walter Rilla und Alfred Gerasch. Es wurde von Paramount Pictures in den Joinville-le-Pont-Studios als Remake der US-amerikanischen Filme Manslaughter 1922 und 1930 gedreht.

## Handlung
Lydia Torn ist eine verwöhnte junge Frau aus reichem Haus, die glaubt, für Geld sei alles zu haben. Eines Tages verursacht sie aus Leichtsinn einen Unfall, bei dem ein Motorradfahrer ums Leben kommt. Bei der Gerichtsverhandlung trifft sie auf den Staatsanwalt Dan O’Bannon. Sie wird wegen Totschlag zu einer Gefängnisstrafe verurteilt.

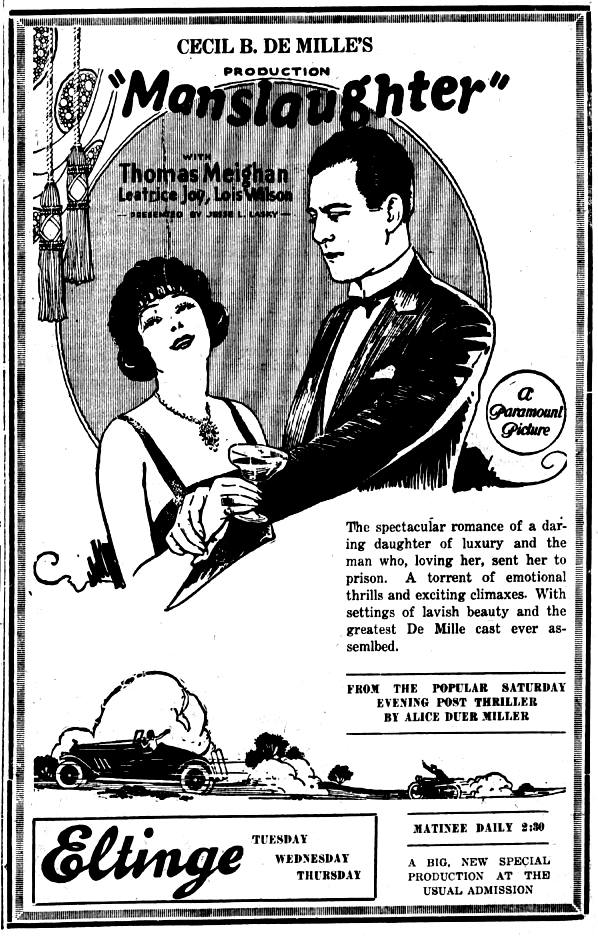
Manslaughter, Film von Cecil B. DeMille, 1922; Bismarck Tribune, 1922

## Produktion
Das Drehbuch wurde von Hermann Kosterlitz und Benno Vigny nach dem Roman „Manslaughter“ von Alice Duer Miller geschrieben. Drehorte waren die Paramount Studios sowie Joinville-le-Pont und Val-de-Marne in Frankreich.
Es ist die fünfte Verfilmung des Stoffs, der 1922 Film zum ersten Mal als Stummfilm mit dem Titel Manslaughter unter der Regie von Cecil B. DeMille mit Leatrice Joy und Thomas Meighan in den beiden Hauptrollen verfilmt worden ist. 1930 gab es ein Remake als Tonfilm unter der Regie von George Abbott mit Claudette Colbert und Frederic March in den Hauptrollen. 1931 brachte Paramount unter dem Titel „The Indictment“/„Le réquisitoire“ eine französischsprachige Fassung heraus, Regie führte Dimitri Buchowetzki. Eine weitere Fassung, produziert von Paramount und mit Leo Mittler als Regisseur, erschien 1931 unter dem Titel „La incorrigibile“. Die Hauptrollen spielten Eriquetta Serrano und Tony d’Algey.